# 3581 Альварес
3581 Альварес (3581 Alvarez) — астероїд головного поясу, відкритий 23 квітня 1985 року.
Тіссеранів параметр щодо Юпітера — 3,044.
Названо на честь американських вчених: фізика Луїса Волтера Альвареса і його сина  геофізика і палеогеолога Волтера Альвареса.